# 塞洛
塞洛（德語：Seelow，發音：[ˈzeːloː] ⓘ）是德国勃兰登堡州梅尔基施-奥得兰县的城市，也是梅尔基施-奥得兰县的县治，面积42.73平方千米，2023年12月31日人口为5,670人。